# 13. Nemzetközi Matematikai Diákolimpia
A 13. Nemzetközi Matematikai Diákolimpiát (1971) Csehszlovákiában, Zsolnán rendezték. Tizenöt ország száztizenöt versenyzője vett részt rajta. Először érkezett  csapat az amerikai földrészről: Kuba. A szigetország csak négyfős csapattal indult. Svédország sem nyolc fővel, hanem héttel versenyzett. Magyarország négy arany- és négy ezüstérmet szerzett, összpontszámával pedig egymás után harmadszor is 1. lett az országok között. A összesen kiosztott hét aranyéremből csak egy-egy jutott Lengyelországnak, az NDK-nak és a Szovjetuniónak. A verseny eddigi, 13 éves történetében ötödször állhattak magyarok a dobogó legfelső fokára. Ez a teljesítmény eddig, Magyarországon kívül, csak a Szovjetuniónak sikerült. 
(Az elérhető maximális pontszám: 8×40=320 pont volt)

## Országok eredményei pont szerint
|     | Ország        | Pont | Arany | Ezüst | Bronz |
| --- | ------------- | ---- | ----- | ----- | ----- |
| 1.  | Magyarország  | 255  | 4     | 4     | 0     |
| 2.  | Szovjetunió   | 205  | 1     | 5     | 2     |
| 3.  | NDK           | 142  | 1     | 1     | 4     |
| 4.  | Lengyelország | 118  | 1     | 0     | 4     |
| 5.  | Anglia        | 110  | 0     | 1     | 4     |
|     | Románia       | 110  | 0     | 1     | 4     |
| 7.  | Ausztria      | 82   | 0     | 0     | 4     |
| 8.  | Jugoszlávia   | 71   | 0     | 0     | 2     |
| 9.  | Csehszlovákia | 55   | 0     | 0     | 1     |
| 10. | Hollandia     | 48   | 0     | 0     | 2     |
| 11. | Svédország    | 43   | 0     | 0     | 2     |
| 12. | Bulgária      | 39   | 0     | 0     | 0     |
| 13. | Franciaország | 38   | 0     | 0     | 0     |
| 14. | Mongólia      | 26   | 0     | 0     | 0     |
| 15. | Kuba          | 9    | 0     | 0     | 0     |

## A magyar csapat
A magyar csapat tagjai voltak:
| Név            | Évfolyam | Iskola                     | Város    | Díj   |
| -------------- | -------- | -------------------------- | -------- | ----- |
| Frankl Péter   | IV. o.   | Táncsics Mihály Gimnázium  | Kaposvár | Arany |
| Göndőcs Ferenc | IV. o.   | Révai Miklós Gimnázium     | Győr     | Arany |
| Komjáth Péter  | IV. o.   | Fazekas M. Gyakorló Gimn.  | Budapest | Arany |
| Ruzsa Imre     | IV. o.   | Fazekas M. Gyakorló Gimn.  | Budapest | Arany |
| Bajmóczy Ervin | IV. o.   | Fazekas M. Gyakorló Gimn.  | Budapest | Ezüst |
| Füredi Zoltán  | III. o.  | Móricz Zsigmond Gimnázium  | Budapest | Ezüst |
| Móri Tamás     | III. o.  | Berzsenyi Dániel Gimnázium | Budapest | Ezüst |
| Nagy András    | IV. o.   | Fazekas M. Gyakorló Gimn.  | Budapest | Ezüst |

A csapat vezetője Hódi Endre volt.